# Ховенко, Валентин Михайлович
Валентин Михайлович Ховенко (1940—2003) — советский и российский кинорежиссёр, сценарист и писатель.

## Биография
Родился 7 декабря 1940 года в Харькове.
В 1964 году окончил Донецкий медицинский институт, а  в 1974 году — режиссёрский факультет ВГИКа, учился в мастерской научно-популярного кино Бориса Альтшулера. Широко известен как режиссёр научно-популярных фильмов. Внёс большой вклад в развитие детского юмористического киножурнала «Ералаш» — был автором сценария семидесяти сюжетов, а шестьдесят восемь из них снял сам как режиссёр-постановщик. До самой смерти работал фактически на износ. Десять сюжетов были выпущены уже после его ухода (то есть смерти).
Скончался 30 августа 2003 года в Москве. Похоронен на Химкинском кладбище Москвы (участок 155).

## Личная жизнь
Вдова — Светлана Николаевна Ховенко (урождённая Гладкова), врач-пульмонолог. 
Сын — Сергей Ховенко (род. 1962), режиссёр и продюсер.

## Фильмография

### Роли в кино
- 1986 — «Что такое «Ералаш»?» — режиссёр

### Режиссёр
- 1983 — «Воробей на льду»
- 1988 — «Остров ржавого генерала»
- 1990 — «Мой муж — инопланетянин»
- 1991 — «Курица»
- 1992 — «Глаза»
- 1993 — «Пистолет с глушителем»

#### Режиссёр сюжетов «Ералаша»
- 1981 — Выпуск № 30 (сюжет «У меня была собака…»)
- 1982 — Выпуск № 32 (сюжет «Антракт»)
- 1982 — Выпуск № 33 (сюжет «Шёл автобус пятый номер»)
- 1982 — Выпуск № 34 (сюжет «Кто следующий?»)
- 1983 — Выпуск № 41 (сюжет «Педагогическая драма»)
- 1984 — Выпуск № 43 (сюжет «Прививка»)
- 1984 — Выпуск № 44 (сюжет «Гипноз»)
- 1984 — Выпуск № 47 (сюжет «Смотреть противно»)
- 1985 — Выпуск № 50 (сюжет «Повесть о первой любви»)
- 1985 — Выпуск № 51 (сюжет «Чао, бамбино!»)
- 1985 — Выпуск № 53 (сюжет «Миллион лет назад»)
- 1986 — Выпуск № 54 (сюжет «Контакт»)
- 1986 — Выпуск № 55 (сюжет «Телепат»)
- 1986 — Выпуск № 58 (сюжет «Велосипед»)
- 1986 — Выпуск № 59 (сюжет «Роковой выстрел»)
- 1987 — Выпуск № 61 (сюжет «Бермудский треугольник»)
- 1988 — Выпуск № 68 (сюжет «Два билета на вечерний сеанс»)
- 1988 — Выпуск № 70 (сюжет «Машина времени»)
- 1989 — Выпуск № 72 (сюжет «Подарок»)
- 1989 — Выпуск № 72 (сюжет «Поцелуй»)
- 1989 — Выпуск № 73 (сюжет «Турист-89»)
- 1990 — Выпуск № 79 (сюжет «Давай поспорим!»)
- 1990 — Выпуск № 80 (сюжет «Кто сказал «гав»?»)
- 1990 — Выпуск № 82 (сюжет «Поединок»)
- 1991 — Выпуск № 84 (сюжет «Тик-так?»)
- 1994 — Выпуск № 102 (сюжет «Экстрасенс»)
- 1994 — Выпуск № 104 (сюжет «Жил-был художник один»)
- 1994 — Выпуск № 105 (сюжет «Колдун»)
- 1994 — Выпуск № 105 (сюжет «Похищение века»)
- 1994 — Выпуск № 105 (сюжет «Цыганка»)
- 1995 — Выпуск № 107 (сюжет «Кирпич»)
- 1995 — Выпуск № 108 (сюжет «Минздрав предупреждает…»)
- 1995 — Выпуск № 108 (сюжет «Операция «Лифт»)
- 1995 — Выпуск № 109 (сюжет «Вещий сон»)
- 1995 — Выпуск № 109 (сюжет «Превратности любви»)
- 1995 — Выпуск № 110 (сюжет «Шутка»)
- 1995 — Выпуск № 111 (сюжет «Наезд»)
- 1995 — Выпуск № 112 (сюжет «Врача вызывали?»)
- 1996 — Выпуск № 115 (сюжет «Порча»)
- 1996 — Выпуск № 116 (сюжет «Мухлёж»)
- 1996 — Выпуск № 116 (сюжет «Райское наслаждение»)
- 1996 — Выпуск № 119 (сюжет «Клюёт!»)
- 1996 — Выпуск № 121 (сюжет «Поганки»)
- 1997 — Выпуск № 124 (сюжет «Жуткая квартира»)
- 1997 — Выпуск № 125 (сюжет «Портрет»)
- 1998 — Выпуск № 127 (сюжет «Тузик»)
- 1998 — Выпуск № 128 (сюжет «Перчатка»)
- 1999 — Выпуск № 131 (сюжет «Дай в глаз!»)
- 1999 — Выпуск № 132 (сюжет «Прикол»)
- 1999 — Выпуск № 135 (сюжет «Сестрица Алёнушка»)
- 2000 — Выпуск № 138 (сюжет «Старший брат»)
- 2000 — Выпуск № 139 (сюжет «Приветик, тётя Люба!»)
- 2000 — Выпуск № 140 (сюжет «Супер»)
- 2000 — Выпуск № 141 (сюжет «День рождения»)
- 2000 — Выпуск № 142 (сюжет «Волшебная шляпа»)
- 2001 — Выпуск № 144 (сюжет «Овен»)
- 2002 — Выпуск № 149 (сюжет «Ангел-хранитель»)
- 2002 — Выпуск № 149 (сюжет «Купи кирпич!»)
- 2002 — Выпуск № 151 (сюжет «Наживка»)
- 2002 — Выпуск № 154 (сюжет «Классный подарок»)
- 2003 — Выпуск № 156 (сюжет «Ты же меня знаешь!»)
- 2003 — Выпуск № 156 (сюжет «Чудище»)
- 2003 — Выпуск № 159 (сюжет «Подайте, люди добрые…»)
- 2003 — Выпуск № 165 (сюжет «Веник»)
- 2003 — Выпуск № 167 (сюжет «Нервы, нервы, нервы…»)
- 2004 — Выпуск № 168 (сюжет «Что написано пером»)
- 2004 — Выпуск № 171 (сюжет «Знакомые черты»)
- 2004 — Выпуск № 172 (сюжет «Подловим»)
- 2004 — Выпуск № 174 (сюжет «Наглядный урок»)

### Сценарист
- 1978 — «Срочный вызов»
- 1983 — «Воробей на льду»
- 1985 — «Каракумский репортаж»
- 1992 — «Глаза»
- 1993 — «Пистолет с глушителем»
- 2001 — «Сыщик с плохим характером»

#### Автор сценариев к сюжетам «Ералаша»
- 1982 — Выпуск № 34 (сюжет «Кто следующий?»)
- 1983 — Выпуск № 41 (сюжет «Педагогическая драма»)
- 1984 — Выпуск № 43 (сюжет «Прививка»)
- 1984 — Выпуск № 44 (сюжет «Гипноз»)
- 1985 — Выпуск № 50 (сюжет «Повесть о первой любви»)
- 1985 — Выпуск № 53 (сюжет «Миллион лет назад»)
- 1986 — Выпуск № 54 (сюжет «Контакт»)
- 1986 — Выпуск № 55 (сюжет «Телепат»)
- 1986 — Выпуск № 58 (сюжет «Велосипед»)
- 1987 — Выпуск № 61 (сюжет «Подвиг инспектора»)
- 1988 — Выпуск № 68 (сюжет «Два билета на вечерний сеанс»)
- 1988 — Выпуск № 70 (сюжет «Машина времени»)
- 1989 — Выпуск № 72 (сюжет «Поцелуй»)
- 1990 — Выпуск № 79 (сюжет «Давай поспорим!»)
- 1990 — Выпуск № 80 (сюжет «Кто сказал «гав»?»)
- 1991 — Выпуск № 84 (сюжет «Тик-так?»)
- 1994 — Выпуск № 102 (сюжет «Экстрасенс»)
- 1994 — Выпуск № 104 (сюжет «Жил-был художник один»)
- 1994 — Выпуск № 105 (сюжет «Колдун»)
- 1994 — Выпуск № 105 (сюжет «Похищение века»)
- 1994 — Выпуск № 105 (сюжет «Цыганка»)
- 1995 — Выпуск № 107 (сюжет «Кирпич»)
- 1995 — Выпуск № 108 (сюжет «Минздрав предупреждает…»)
- 1995 — Выпуск № 108 (сюжет «Операция «Лифт»)
- 1995 — Выпуск № 108 (сюжет «Часы»)
- 1995 — Выпуск № 109 (сюжет «Вещий сон»)
- 1995 — Выпуск № 109 (сюжет «Превратности любви»)
- 1995 — Выпуск № 110 (сюжет «Шутка»)
- 1995 — Выпуск № 111 (сюжет «Наезд»)
- 1995 — Выпуск № 112 (сюжет «Врача вызывали?»)
- 1996 — Выпуск № 114 (сюжет «Соринка»)
- 1996 — Выпуск № 115 (сюжет «Порча»)
- 1996 — Выпуск № 116 (сюжет «Знакомство»)
- 1996 — Выпуск № 116 (сюжет «Мухлёж»)
- 1996 — Выпуск № 116 (сюжет «Райское наслаждение»)
- 1996 — Выпуск № 119 (сюжет «Клюёт!»)
- 1996 — Выпуск № 121 (сюжет «Поганки»)
- 1997 — Выпуск № 124 (сюжет «Жуткая квартира»)
- 1997 — Выпуск № 125 (сюжет «Портрет»)
- 1998 — Выпуск № 127 (сюжет «Тузик»)
- 1998 — Выпуск № 128 (сюжет «Перчатка»)
- 1999 — Выпуск № 131 (сюжет «Дай в глаз!»)
- 1999 — Выпуск № 132 (сюжет «Прикол»)
- 1999 — Выпуск № 135 (сюжет «Сестрица Алёнушка»)
- 2000 — Выпуск № 138 (сюжет «Старший брат»)
- 2000 — Выпуск № 139 (сюжет «Приветик, тётя Люба!»)
- 2000 — Выпуск № 140 (сюжет «Супер»)
- 2000 — Выпуск № 142 (сюжет «Волшебная шляпа»)
- 2000 — Выпуск № 142 (сюжет «Не забуду мать родную»)
- 2001 — Выпуск № 144 (сюжет «Овен»)
- 2001 — Выпуск № 147 (сюжет «Торт»)
- 2002 — Выпуск № 149 (сюжет «Ангел-хранитель»)
- 2002 — Выпуск № 149 (сюжет «Купи кирпич!»)
- 2002 — Выпуск № 151 (сюжет «Наживка»)
- 2002 — Выпуск № 154 (сюжет «Классный подарок»)
- 2003 — Выпуск № 156 (сюжет «Ты же меня знаешь!»)
- 2003 — Выпуск № 159 (сюжет «Подайте, люди добрые…»)
- 2003 — Выпуск № 164 (сюжет «Плохая примета»)
- 2003 — Выпуск № 165 (сюжет «Веник»)
- 2003 — Выпуск № 167 (сюжет «Нервы, нервы, нервы…»)
- 2004 — Выпуск № 168 (сюжет «Что написано пером»)
- 2004 — Выпуск № 171 (сюжет «Знакомые черты»)
- 2004 — Выпуск № 171 (сюжет «Кепочка»)
- 2004 — Выпуск № 172 (сюжет «Подловим»)
- 2005 — Выпуск № 180 (сюжет «Карандаш»)